# الدرب (كحلان عفار)

تعديل مصدري - تعديل

الدرب هي إحدى قرى عزلة الدقيمي بمديرية كحلان عفار التابعة لمحافظة حجة، بلغ تعداد سكانها 230 نسمة حسب تعداد اليمن لعام 2004.